# The Convent (film)
The Convent è un film prodotto nel 2000 diretto da Mike Mendez. La pellicola è stata presentata in anteprima internazionale il 21 gennaio del 2000 al Sundance Film Festival.

## Trama
Una donna entra in un convento e aggredisce le suore e il prete. Sparge benzina e incendia la struttura. Infine, spara ai superstiti.
Quarant'anni dopo, Clorissa è una ragazzina che cerca di dimenticare il suo passato e di appiattire la sua personalità, in modo da farsi accettare dai suoi amici. Una notte, prima di uscire con gli amici, viene avvicinata da Mo, la sua ex-migliore amica. Mo, che è una ragazza dark, spesso incompresa dalla gente, chiede all'ex amica di darle un passaggio al convento, visto che anche lei intende esplorarlo. Dopo molte titubanze, Clorissa decide di farla unire al gruppo, nel quale fanno parte il fratello nerd della stessa, Brant, il violento Frijole, la cheerleader Kailin, Chad e Biff.
I ragazzi ricordano la leggenda che è attribuita al convento: quaranta anni prima, una ragazza, Christine, rimase incinta all'età di 16 anni. Le suore e il prete del convento decisero di farla abortire, indipendentemente dalla volontà della ragazza (alcuni credevano che il padre del bambino fosse proprio il prete). Christine, decide allora di vendicarsi, uccidendo tutti.
Arrivati all'interno, i ragazzi si dividono per via di un'incursione della polizia. Mo viene rapita da sconosciuti mentre gli altri escono dal convento.
Clorissa capisce di non poter abbandonare l'amica e decide quindi di ritornare al convento insieme al gruppo. Intanto, Mo diventa la vittima sacrificale di un rituale satanista, dove il leader, Saul, intende farla possedere da Satana. Mo muore, ma finisce con l'essere posseduta da una delle vittime di Christine. La ragazza uccide la maggior parte dei satanisti e dei suoi stessi amici. Coloro che muoiono vengono a loro volta posseduti da altri demoni. Saul e il suo apprendista rapiscono Brant, con l'intento di ripetere il rituale e annullare il precedente.
Clorissa fa visita a Christine, chiedendole aiuto. La donna le racconta che quarant'anni prima le suore e il prete del convento subirono una possessione demoniaca. Quando lei partorì, i demoni vollero il bambino per ospitare l'anticristo: Christine però li uccise, salvando il figlio.
Saul sottopone al rituale satanico Brant, per portare l'anticristo in terra. I demoni uccidono Saul e rapiscono il suo apprendista, pronto a sacrificarlo insieme a Brant. Christine e Clorissa riescono ad eliminare buona parte dei demoni e a salvare Brant. L'apprendista di Saul viene ucciso. Christine esorta i due fratelli a fuggire via. I due eseguono l'ordine, mentre la donna rade al suolo il convento, morendo al suo interno.
Una volta a casa, Clorissa viene seguita da un cane, che l'aggredisce, anche lui posseduto dai demoni.